# Igreja Presbiteriana em Taiwan
A Igreja Presbiteriana em Taiwan - IPT - (em Pe̍h-ōe-jī: Tâi-oân Ki-tok Tiúⁿ-ló Kàu-hōe; mandarim :臺灣 基督 長老 敎 會), é a maior e mais antiga denominação cristã protestante em Taiwan.

## História

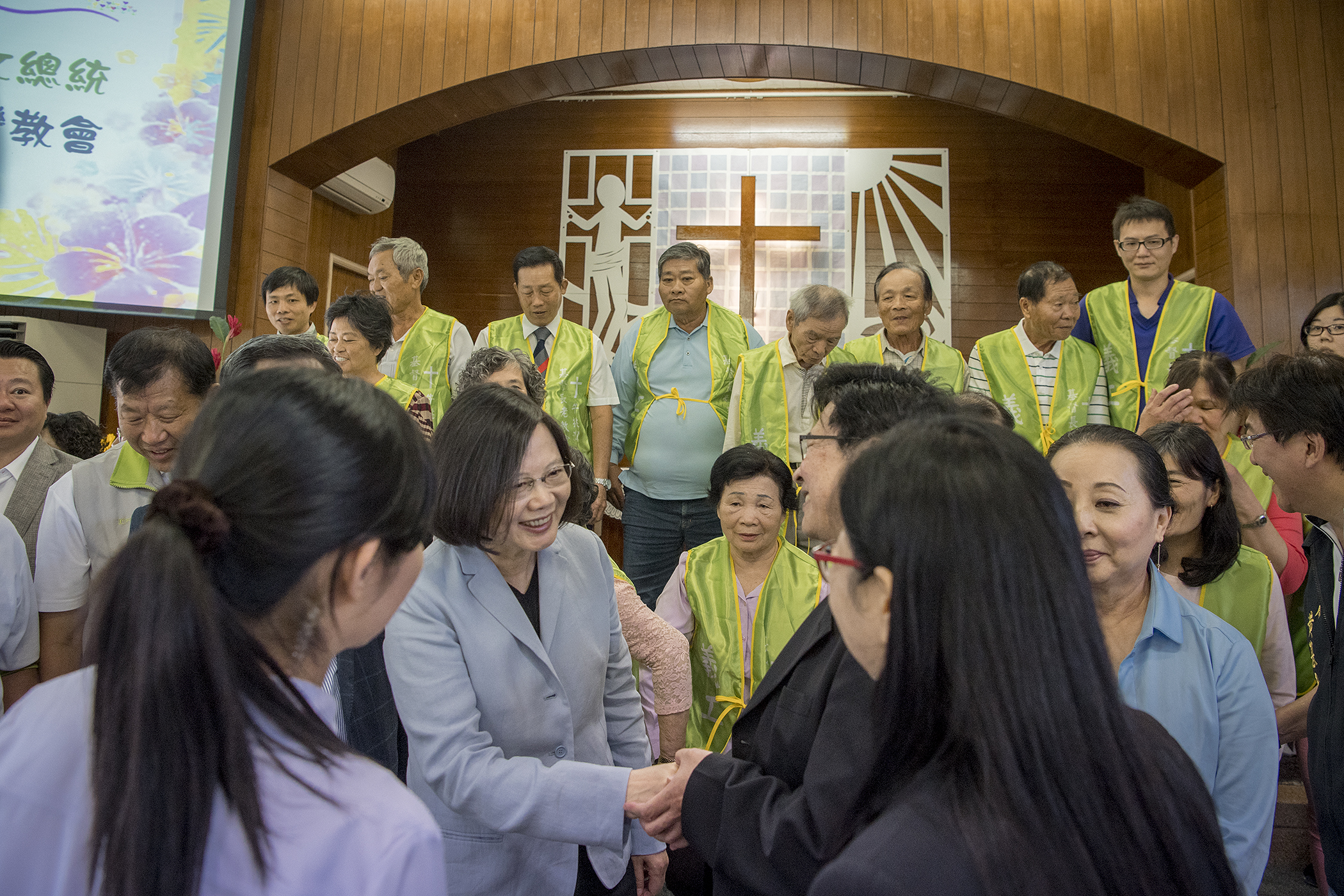
Visita da Presidente Tsai Ing-wen a Igreja Presbiteriana Puzi Niutiaowan.

Em maio de 1985 chegou em Taiwan o primeiro missionário presbiteriano, James Laidlaw Maxwell, da Igreja Presbiteriana da Inglaterra. Posteriormente, George Leslie Mackay foi enviado pela Igreja Presbiteriana no Canadá. A partir do trabalho dos dois missionários, várias igrejas foram plantadas e se espalharam pelo país.
A IPT cresceu. Tornou-se a maior denominação protestante em Taiwan, ativamente envolvida na defesa dos direitos humanos e apoiadora da Independência de Taiwan.

## No Brasil
No Brasil, a IPT é chamada de Igreja Presbiteriana de Formosa no Brasil (IPFB) e Igreja Presbiteriana Chinesa (IPC). A Igreja Presbiteriana de Taiwan formou no país um presbitério, a partir da plantação de igrejas por imigrantes taiwaneses.
Em 1962, foi estabelecida em São Paulo a Primeira Igreja Presbiteriana de Formosa no Brasil. Em 1963, foi estabelecida a primeira igreja em Mogi das Cruzes e Botujuru, e 1981 em Manaus. Em 1983 foi fundada a Igreja Presbiteriana Chinesa de Porto Alegre e posteriormente em Curitiba. Em 2017, tinha 12 igrejas no Brasil.
A denominação é conhecida no Brasil por realizar cultos em mandarim e português simultaneamente.
A partir da segunda geração de chineses no Brasil, a língua portuguesa tornou-se mais frequente nos cultos, razão pela qual a igreja começou a admitir pastores brasileiros e evangelizar lusófonos. O Seminário Teológico Servos de Cristo foi fundado pelas igrejas presbiterianas taiwanenses-chinesas e atua na formação de pastores de diversas denominações.

## Doutrina
A IPT é membro do Concílio Mundial das Igrejas.
A denominação subscreve o Credo dos Apóstolos, Catecismo de Heidelberg, Credo Niceno-Constantinopolitano e Confissão de Westminster e pratica a ordenação feminina.